# Johann Friedrich Esper
Johann Friedrich Esper (* 6. Oktober 1732 in Neudrossenfeld; † 18. Juli 1781 in Wunsiedel) war ein deutscher Naturforscher und Pfarrer.

## Leben
Esper stammte aus einer fränkischen evangelischen Pfarrersfamilie, studierte dementsprechend zunächst Theologie in Erlangen und war anschließend fünf Jahre lang Lehrer in Bayreuth. Während dieser Zeit betrieb er Naturstudien und befasste sich insbesondere mit Botanik. 1759 wurde er Pfarradjunkt bei seinem Vater in Herzogenaurach. 1762 promovierte er in Erlangen. 1763 erhielt er eine Pfarrstelle in Uttenreuth. 1778 wurde er Superintendent und Schulinspektor in Wunsiedel, wo er 1781 starb.
Außer durch einige Schriften zur Astronomie und anderen Gegenständen der Naturwissenschaften machte er sich dauerhaft verdient durch die Erforschung der in den Höhlen der Fränkischen Schweiz gefundenen Fossilien. Unter anderem war er der erste, der die Reste (prähistorische Knochenfunde, die Esper als Zoolithen, übersetzt „Tiersteine“, bezeichnete) eines in der Zoolithenhöhle bei Burggaillenreuth gefundenen Höhlenbären wissenschaftlich beschrieb.
Er war einer der Ersten, die es für möglich und sinnvoll hielten, dass im Laufe der Erdgeschichte Tierformen neu entstanden und andere ausstarben.
Die Esperhöhle nahe Leuzdorf wurde zu seinen Ehren nach ihm benannt.

## Schriften
- Wahrhafte und merkwürdige Schicksale reisender Personen nebst denen anbey sich äussernden Denkmalen der göttlichen Vorsehung. Aus verschiedenen sowohl neuern als ältern Reisebeschreibungen zusammen gezogen (Erlangen o. J., 3 Bde.; 2. Aufl. Erlangen 1825 hrsg. von Gotthilf Heinrich von Schubert; Neuausgabe: Erlangen 1989; ISBN 3-628-40634-X)
- Vom Durchgang der Venus durch die Sonne (In: Fränkische Sammlungen von Anmerkungen aus der Naturlehre, Arzneygelahrheit, Oekonomie und den damit verwandten Wissenschaften. Nürnberg 1761)
- Vom grünen Holzstein bei Adelsdorf (In: Fränkische Sammlungen von Anmerkungen aus der Naturlehre, Arzneygelahrheit, Oekonomie und den damit verwandten Wissenschaften. Nürnberg 1767)
- Anweisung, den Lauf von Kometen zu beobachten (Erlangen 1770; Digitalisat)
- Ausführliche Nachricht von neuentdeckten Zoolithen unbekannter vierfüsiger Thiere, und denen sie enthaltenden, so wie verschiedenen andern denkwürdigen Grüften der Obergebürgischen Lande des Marggrafthums Bayreuth. Mit vierzehn illuminirten Kupfer-Tafeln. Georg Wolfgang Knorrs Seel. Erben, Nürnberg 1774; Digitalisat; Neudruck: Pressler, Wiesbaden 1978.
- Von der Originalität der kugelförmigen Körper im vitriolhaltigen Schiefer (Naturf. Nr. 6)
- Reise zu den Gailenreuther Osteolithen-Höhlen (Berlin 1784; Schriften der Berlinischen Gesellschaft Naturforschender Freunde 5)
- Kurze Beschreibung der in den Osteolithen-Grüften von Gailenreuth ohnweit Muggendorf im Baireuthischen neuerlich entdeckten Merkwürdigkeiten … (In: Fränkisches Archiv 1, 1790, S. 77–105, Nachtrag ebd. 2, 1790, S. 165–204)